# نجع سعيد
قرية نجع سعيد هي إحدى القرى التابعة لمركز دشنا في محافظة قنا في مصر. حسب إحصاءات سنة 2006، بلغ إجمالي السكان في نجع سعيد 11358 نسمة، منهم 5842 رجل و5516 امرأة.